# Inge van Nistelrooij
Inge van Nistelrooij (1967) is bijzonder hoogleraar Dialogical Self Theory aan de Radboud Universiteit en als universitair docent verbonden aan de vakgroep Zorgethiek van de Universiteit voor Humanistiek.

## Biografie
Van Nistelrooij studeerde in 1995 cum laude af op een theologische scriptie over zorgethiek (onder begeleiding van Annelies van Heijst) aan de Universiteit van Tilburg, als eerstegraads docent levensbeschouwing en religie. Haar scriptie werd bekroond met de Fokkelien van Dijk-Hemmesprijs en uitgegeven als boek 'Martha en Maria revisited. Zorg als ethisch perspectief'.
Sinds 2013 is Van Nistelrooij verbonden aan de Universiteit voor Humanistiek als universitair docent Zorgethiek. In 2015 promoveerde Van Nistelrooij op een proefschrift over zelfopoffering: 'Sacrifice. A care-ethical reappraisal of sacrifice and self-sacrifice', dat ook als boek is uitgegeven. Haar bekendste publicatie is het 'Basisboek Zorgethiek. Over menslievende zorg, moreel beraad en de motivatie van verpleegkundigen' uit 2008.
Van 2008 tot 2020 is Van Nistelrooij verbonden aan de redactie, vanaf 2015 als hoofdredacteur, van de website van de vakgroep Zorgethiek, Zorgethiek.nu.
Van Nistelrooij is in 2020 aangesteld als bijzonder hoogleraar Dialogical Self Theory aan de Radboud Universiteit. In april 2022 gaf ze haar inaugurele rede Het zelf als moeder. De Dialogical Self Theory vanuit zwangerschap, zorgpraktijken en baarzaam-zijn.

## Publicaties
- Nistelrooij, N. van (1996), Martha en Maria revisited. Zorg als ethisch perspectief, Rozenberg Publishers, Amsterdam.
- Nistelrooij, N. van (2009,  Zorgen doe je samen. Over relaties in de zorg, Berne Media, Heeswijk.
- Nistelrooij, N. van (2008), Basisboek Zorgethiek. Over menslievende zorg, moreel beraad en de motivatie van verpleegkundigen, Berne Media, Heeswijk.
- Nistelrooij, N. van (2015), Sacrifice. A care-ethical reappraisal of sacrifice and self-sacrifice, Serie 'Ethics of care',  Pieters, Leuven.